# Władysław Świątek
Władysław Świątek (ur. 5 grudnia 1897 w Inowrocławiu, zm. 28 stycznia 1930 tamże) – polski strzelec, olimpijczyk z Paryża 1924.
Na igrzyskach olimpijskich w 1924 wystartował strzelaniu z karabinu dowolnego w pozycji dowolnej odległość 600 metrów indywidualnie zajmując 65. miejsce oraz w strzelaniu z karabinu dowolnego odległość 400 metrów, 600 metrów, 800 metrów drużynowo zajmując 15. miejsce (partnerami byli :Marian Borzemski, Stanisław Kowalczewski, Franciszek Brożek, Bolesław Gościewicz).
Był zawodowym żołnierzem, jedynym podoficerem (sierżantem) w polskiej ekipie strzelców w 1924.